# Кравченко, Виктория Анатольевна
Виктория Анатольевна Кравченко (род. 18 января 1979 года в Цюрупинске) — украинская легкоатлетка, Заслуженный мастер спорта Украины. Трёхкратный серебряный призёр летних Паралимпийских игр 2008 и 2012 года.

## Биография
Родилась 18 января 1979 года в городе Цюрупинске, образование высшее, в 2008 году окончила магистратуру Херсонского государственного университета, квалификация — преподаватель по физической культуре.
Заслуженный мастер спорта Украины по лёгкой атлетике среди спортсменов с поражением опорно-двигательного аппарата (2008), член сборной команды Украины по лёгкой атлетике.
Занимается в секции лёгкой атлетики херсонского областного центра «Инваспорт». Тренер спортсменки — заслуженный тренер Украины Сергей Мягков.
В 2005 году Кравченко завоевала первые медали: серебро зимнего чемпионата Украины по прыжкам в длину (Запорожье), а также стала двукратным серебряным призёром чемпионата Европы в беге на дистанциях 100 м и 200 м.
В 2008 году сала серебряным призёром зимнего чемпионата Украины (Запорожье) в беге на 60 м и 200 м, серебряный призёр Кубка мира (Великобритания) в беге на 100 м и на 200 м, победительница Международного турнира (Хорватия) в беге на 100 м, серебряный призёр в беге на 200 м, чемпионка Украины (Евпатория) в беге на 100 м и 200 м. В том же году поехала на Паралимпийские игры, где завоевала две серебряные медали в беге на 100 м и 200 м.
В 2012 году участвовала в международном Паралимпийском Кубке (Великобритания) в беге на 100 м — 4 место, 200 м — 5 место; чемпионка Украины в беге на 100 м, серебряный призёр в беге на 200 м (Евпатория), участница чемпионата Европы (Нидерланды) в беге на 100 м — 4 место, на 200 м — 4 место. В том же году стала серебряным призёром XIV Паралимпийских игр 2012 года в Лондоне по лёгкой атлетике.
Награждена орденом княгини Ольги III степени и Почётной грамотой Верховной Рады Украины (2008), орденом княгини Ольги II степени (2012) за достижение высоких спортивных результатов на Паралимпийских играх, выявление мужества, самоотверженности и воли к победе, подъём международного авторитета Украины. Лучшая спортсменка-паралимпийка Херсонщины 2011 года. Победительница номинации «Сильные духом» 2012 года. Входит в спортивный зал славы Херсонщины и Цюрупинского района. Почётный гражданин города Цюрупинска.